# Luigi Gasparotto

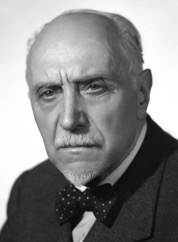
Luigi Gasparotto

Luigi Gasparotto (* 31. Mai 1873 in Sacile, Udine; † 29. Juni 1954 in Cantello bei Varese) war ein aus dem Friaul stammender und später in Mailand beheimateter italienischer Politiker. Er diente im Ersten Weltkrieg als Reserveoffizier der königlichen Streitkräfte im geheimdienstlichen Sicherheitsbüro (I.T.O . = Ufficio informazioni truppe operanti) der 3. Armee. In der Nachkriegszeit nahm er seine politische Karriere wieder auf und wurde Kriegsminister der Regierung Bonomi. Während des Faschismus zog er sich aus dem politischen Leben zurück, um zwischen 1945 und 1947 wieder Minister zu werden. Sein Sohn Leopoldo (1902–1944), genannt Poldo, wurde als Partisanenführer im Lager Fossoli umgebracht.

## Herkunft und Studium
Luigi Gasparottos Eltern waren Leopoldo Gasparotto (1844–1907) und Clementina Ciotti. Sein Vater, der noch zusammen mit Garibaldi 1866 im Trentino und 1867 bei Mentana gekämpft hatte, erzog seinen Sohn Luigi nach demokratischen Idealen der italienischen Einheitsbewegung (des Risorgimento). Nach dem Besuch der Gymnasien in Parma, Bologna und schließlich Treviso, schrieb sich Luigi 1893 an der Rechtsfakultät der Universität von Padua ein, wo er am 25. Juli 1897 sein Studium mit seiner Dissertation über das Völkerrecht unter dem Titel ‘‘Il principio di nazionalità nella sociologia e nel diritto internazionale‘‘ abschloss. Von 1913 bis 1929 war er von der 24. bis zu 27. Legislaturperiode Mitglied der Camera dei deputati, bei der ersten Kandidatur 1909 war er noch erfolglos geblieben. Nach dem Ende des Königreichs war er Mitglied der Consulta nazionale und der Assemblea Costituente, von 1948 bis 1953 war er aufgrund einer Übergangsbestimmung der Verfassung ernanntes Mitglied des ersten republikanischen Senats.